# Menonvillea scapigera
La Menonvillea scapigera es una especie de planta de flor del género Menonvillea, dentro de la familia Brassicaceae, que se localiza en la región sur de la cordillera de los Andes de Argentina en las provincias de  (enlace roto disponible en Internet Archive; véase el historial, la primera versión y la última). Río Negro y de Neuquén.

## Taxonomía
Menonvillea scapigera fue descrito por (Phil.) Rollins y publicado en Contributions from the Gray Herbarium of Harvard University 177: 32. 1955.
Sinonimia
- Hexaptera scapigera Phil.
- Menonvillea hirsuta Rollins
- Menonvillea scapigera subsp. scapigera[2]